# David Shayler
David Shayler, né le 24 décembre 1965 à Middlesbrough, est un ancien agent du contre-espionnage britannique (MI5).

## Biographie
David Shayler, en désaccord sur une opération de manipulation, fait défection en 1998 et accorde des entretiens à la presse, notamment au Sunday Times. Celui-ci affirme que le contre-espionnage est utilisé pour surveiller des hommes politiques, comme Jack Straw et Peter Mandelson, et qu'il manipule l'Armée républicaine irlandaise provisoire (PIRA).
Il aurait quitté le MI5 pour protester contre le financement d'une cellule d'Al-Qaïda chargée d'assassiner le président libyen Mouammar Kadhafi.
Poursuivi pour divulgation de secrets de la Couronne, il s'enfuit. Revenu de lui-même au Royaume-Uni, il est condamné en 2002 à six mois de prison. 
Il participe en 2005 à la « conférence anti-impérialiste » Axis for Peace organisée par Thierry Meyssan du Réseau Voltaire. Rudy Reichstadt, de Conspiracy Watch, qualifie la liste des participants de « who’s who des auteurs conspirationnistes les plus en vue de l’époque. »
En 2007, il affirme être doté de pouvoirs surnaturels. En 2009, il demande de se faire appeler « Delores Kane » et se donne une apparence de femme. Il prédit également la fin du monde en 2012. Un de ses anciens collègues du MI5 explique qu'il souffre d'une sévère dépression et accuse le gouvernement et le Secret Intelligence Service d'en être responsables.